# Palazzo Ferrante
Palazzo Ferrante è un edificio di rilevanza storica e artistica situato a Civita d'Antino (AQ) in Abruzzo. Tra l'Ottocento e il Novecento ha ospitato i viaggiatori del Grand Tour e i pittori scandinavi della scuola estiva fondata da Kristian Zahrtmann. Gravemente danneggiato dal terremoto della Marsica del 1915 è stato parzialmente restaurato. 

## Storia

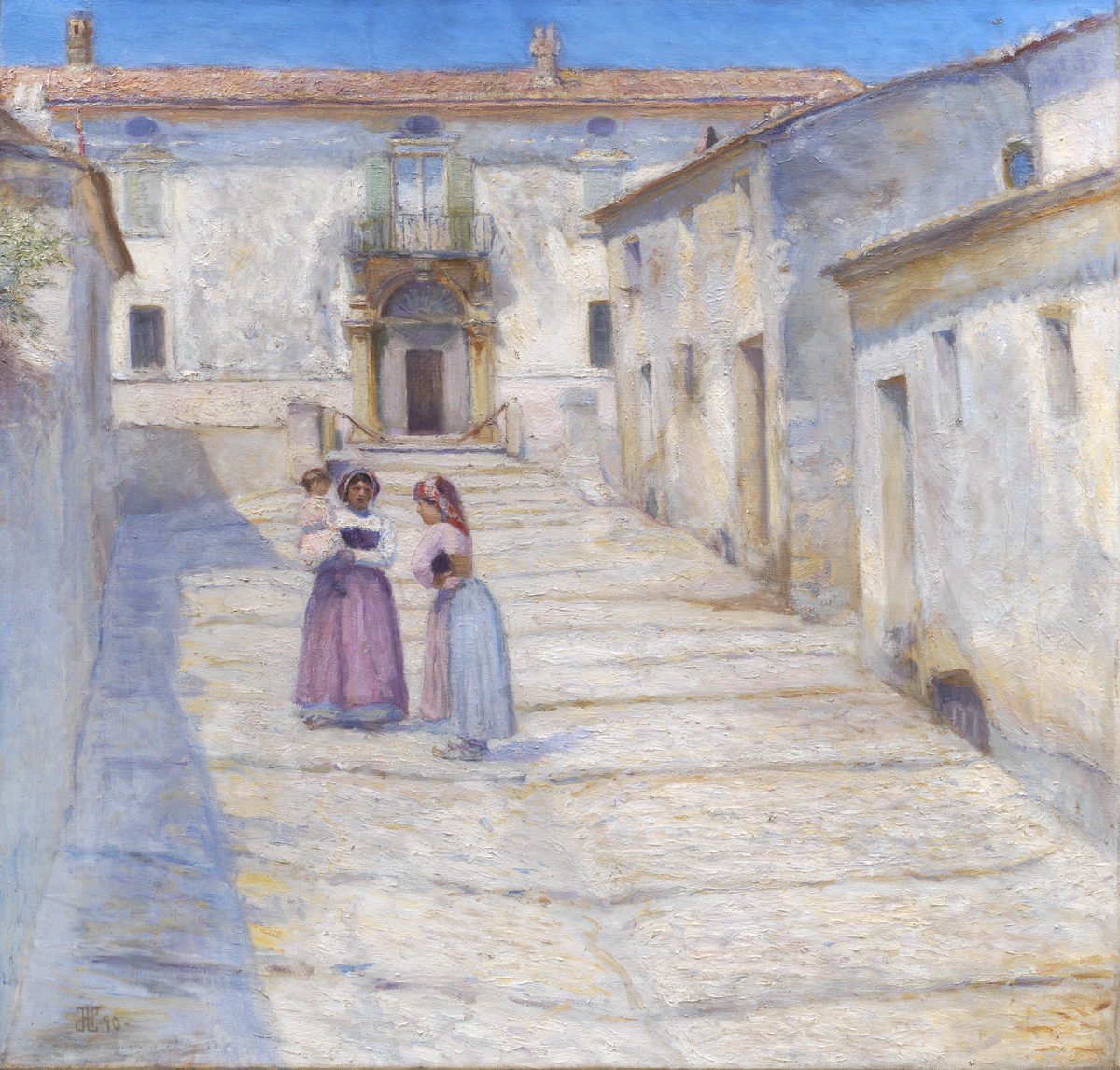
Henry Lørup, Palazzo Ferrante i Cività d'Antino (1890)

Alla fine del XVI secolo l'aristocratico Domenico Ferrante di Valmontone decise di stabilirsi insieme alla sua famiglia a Rendinara e poco dopo a Civita d'Antino, nel Regno di Napoli, in seguito a contrasti con l'amministrazione dello Stato Pontificio. Negli ultimi anni del Seicento ebbe inizio, vicino all'area dove in epoca romana sorgeva il foro dell'antica città di Antinum, la costruzione della residenza  nobiliare che terminò nella seconda metà del Settecento, dopo gli interventi di ampliamento che consentirono di arricchire il progetto originario con la biblioteca di libri antichi e il giardino romantico. La cappella di famiglia, la chiesa a navata unica dedicata alla Santissima Concezione, fu realizzata nei primi anni del XVIII secolo accanto all'edificio.
Tra il XIX e il XX secolo il palazzo è stato un punto di riferimento culturale e artistico del territorio, tanto da ospitare alcuni viaggiatori del Grand Tour come Keppel Richard Craven, Edward Lear e Richard Colt Hoare oltre al sovrano del Regno delle Due Sicilie Ferdinando II, che nel 1832 concesse il privilegio della catena di ferro all'ingresso, e ai pittori scandinavi della scuola estiva fondata da Kristian Zahrtmann. Gravemente danneggiato dal terremoto della Marsica del 1915 fu parzialmente recuperato dopo la seconda guerra mondiale. 
Ai benefattori del palazzo e di Civita d'Antino, Domenico Ferrante (1752-1820) e Francesco Ferrante (1755-1815), è stato dedicato il museo archeologico Antinum, inaugurato nel 2015.

## Descrizione
In stile barocco abruzzese il corpo principale del palazzo conserva le tracce delle decorazioni originali. Nella sala della biblioteca, impreziosita da dipinti murali, erano presenti alcuni testi antichi e quadri che suscitarono l'ammirazione di Kristian Zahrtmann, domiciliato nel palazzo Cerroni e spesso ospite della famiglia Ferrante. 
Il 5 agosto 2004 la Soprintendenza dei beni e delle attività culturali per l'Abruzzo ha posto il vincolo storico-architettonico a causa anche dello stato di abbandono dell'edificio, bisognoso di un importante piano di ristrutturazione.
Nel 2023 le cantine del palazzo sono state adeguate a spazio progettuale ed espositivo per artisti scandinavi e italiani.